# Cupanoscelis sanmartini
Cupanoscelis sanmartini là một loài bọ cánh cứng trong họ Cerambycidae.